# Cystisoma spinosum
Cystisoma spinosum is een vlokreeftensoort uit de familie van de Cystisomatidae. De wetenschappelijke naam van de soort is voor het eerst geldig gepubliceerd in 1775 door Fabricius.